# Mars Hill (Maine)
Mars Hill es un pueblo ubicado en el condado de Aroostook en el estado estadounidense de Maine. En el Censo de 2010 tenía una población de 1.493 habitantes y una densidad poblacional de 16,37 personas por km².

## Geografía
Mars Hill se encuentra ubicado en las coordenadas 46°33′33″N 67°51′12″O / 46.55917, -67.85333. Según la Oficina del Censo de los Estados Unidos, Mars Hill tiene una superficie total de 91.19 km², de la cual 90.99 km² corresponden a tierra firme y (0.21%) 0.19 km² es agua.

## Demografía
Según el censo de 2010, había 1.493 personas residiendo en Mars Hill. La densidad de población era de 16,37 hab./km². De los 1.493 habitantes, Mars Hill estaba compuesto por el 97.32% blancos, el 0.2% eran afroamericanos, el 0.74% eran amerindios, el 0.2% eran asiáticos, el 0% eran isleños del Pacífico, el 0.2% eran de otras razas y el 1.34% pertenecían a dos o más razas. Del total de la población el 1% eran hispanos o latinos de cualquier raza.